# Luís Lourenço
Pour les articles homonymes, voir Lourenço.
Luís Carlos Lourenço da Silva, couramment appelé Luís Lourenço, est un footballeur portugais né le 5 juin 1983 à Luanda (Angola). Il évolue au poste d'attaquant. 
Luís Lourenço a disputé 84 matchs en 1re division portugaise et 25 matchs en 1re division grecque, sans oublier 5 matchs en Coupe de l'UEFA.
Il dispute les Jeux olympiques d'été de 2004 avec le Portugal. En 2001, il est finaliste du Tournoi de Toulon. Il remporte également le titre de meilleur buteur du tournoi.   du Festival International Espoirs - Tournoi Maurice Revello. Il remporte également le titre de meilleur buteur du tournoi.

## Carrière
| Période          | Club            | Pays       |
| 2000- janv. 2001 | Sporting B      | Portugal   |
| janv. 2001-2001  | Bristol City    | Angleterre |
| 2001-2002        | Sporting B      | Portugal   |
| 2002- janv. 2003 | Oldham Athletic | Angleterre |
| janv. 2003-2003  | Sporting B      | Portugal   |
| 2003-2004        | Sporting CP     | Portugal   |
| 2004-2005        | Belenenses      | Portugal   |
| 2005-2006        | União Leiria    | Portugal   |
| 2006- janv. 2007 | Vitória Setubal | Portugal   |
| janv. 2007-2009  | Panionios       | Grèce      |
| 2009-2010        | AO Kerkyra      | Grèce      |
| 2010-2011        | FC Moreirense   | Portugal   |
| 2011-2012        | UD Alzira       | Espagne    |